# Anopheles braziliensis
Anopheles braziliensis este o specie de țânțari din genul Anopheles, descrisă de Carlos Chagas în anul 1907. Conform Catalogue of Life specia Anopheles braziliensis nu are subspecii cunoscute.